# Stanthorpe

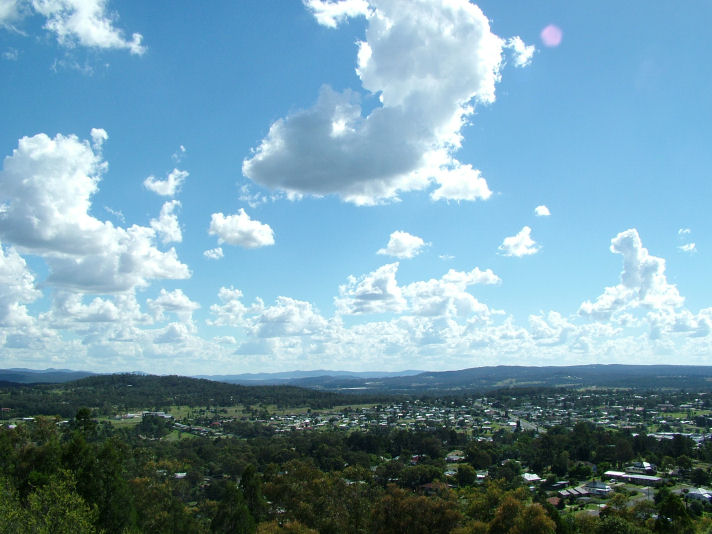
Stanthorpe sett från Mount Marlay

Stanthorpe är en ort i Australien. Den ligger i kommunen Southern Downs och delstaten Queensland, omkring 170 kilometer sydväst om delstatshuvudstaden Brisbane. Antalet invånare är 4 695.
Stanthorpe är byggt vid Quart Pot Creek, som slingrar sig från sydost genom stadens centrum och ut därifrån åt sydväst, där den födar samman med where Spring Creek och bildar Severn River. 
Staden grundades 1872 på grund av brytning av tenn, och hette ursprungligen samma som floden, Quart Pot Creek.
Stanthorpe får sitt vatten från Storm King Dam.
Runt Stanthorpe är det mycket glesbefolkat, med 4 invånare per kvadratkilometer. Stanthorpe är det största samhället i trakten. 

## Bildgalleri

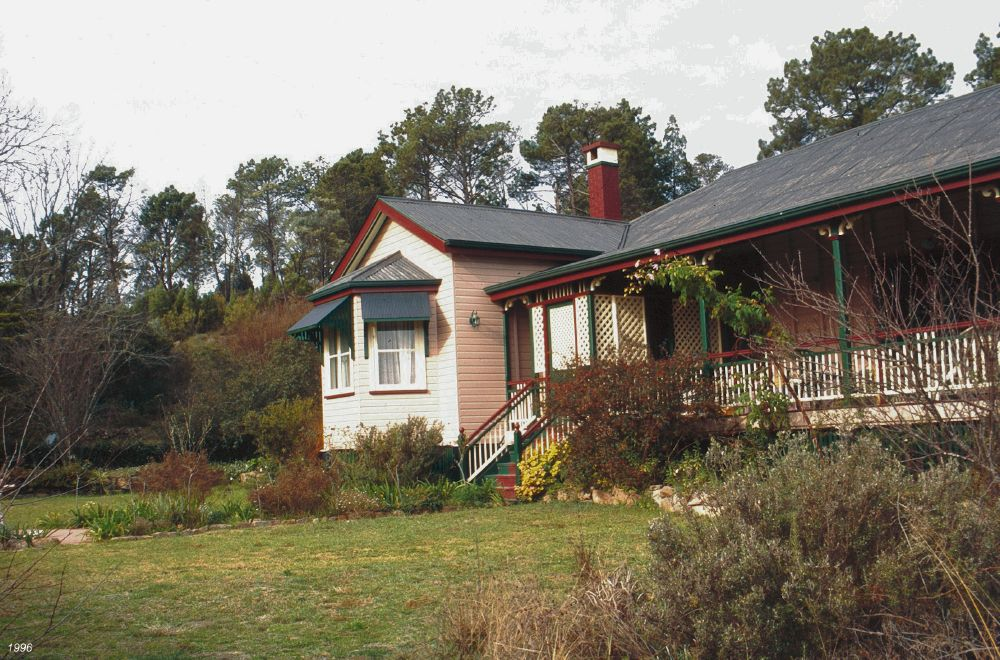
El Arish, k-märkt byggnad
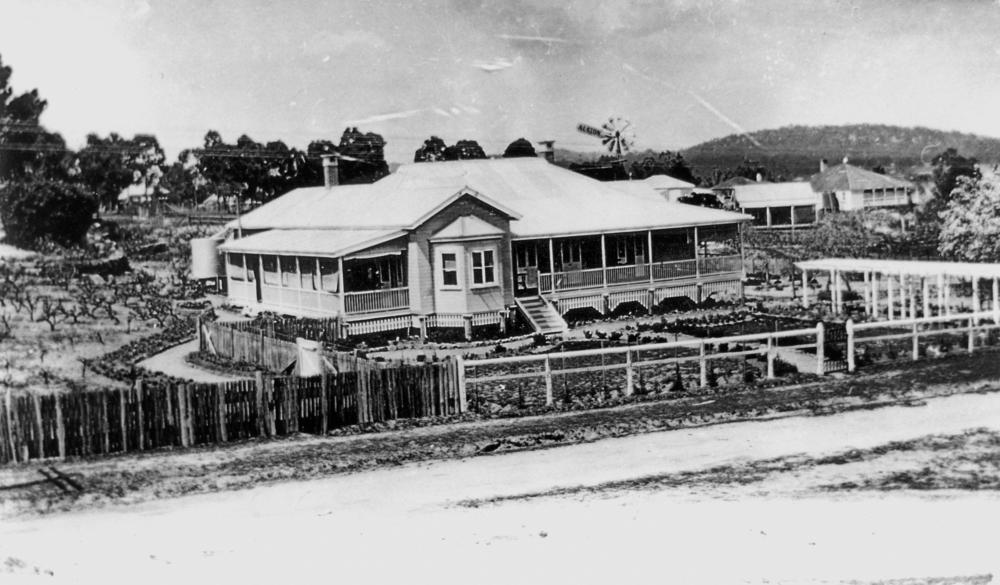
El Arish, omkring 1920
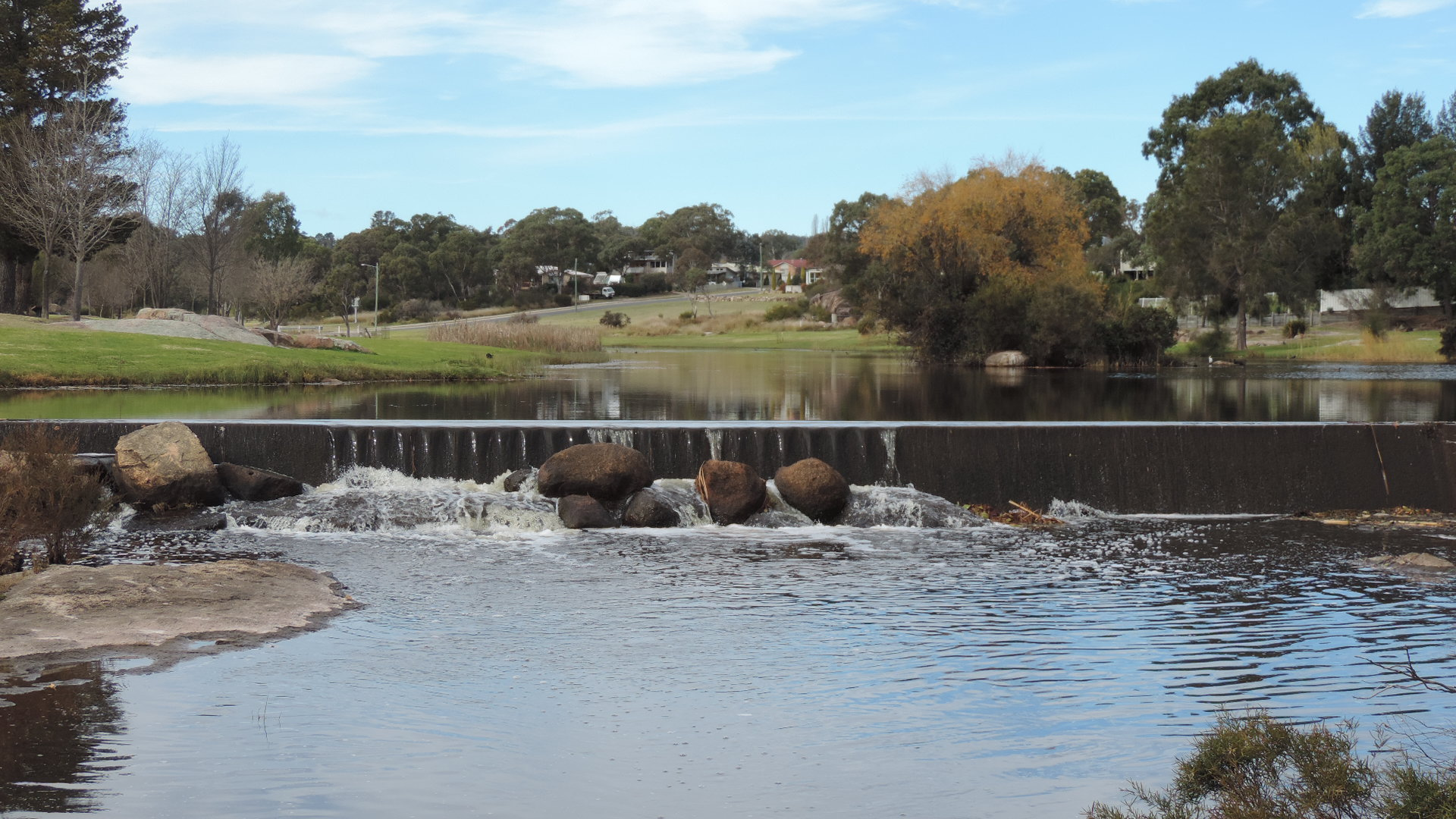
Park vid Quart_Pot_Creek
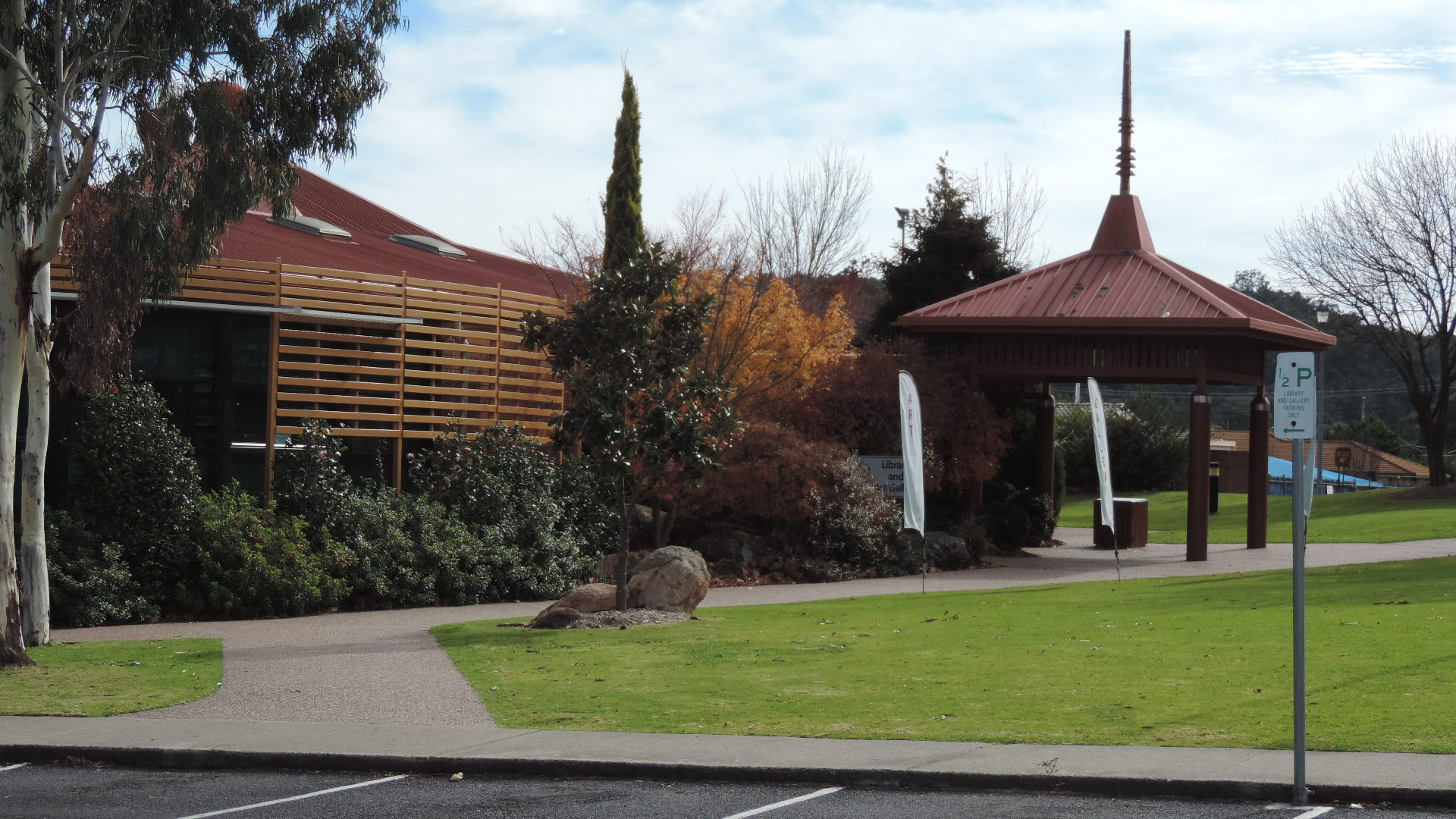
Stanthorpe library and art gallery, 2015
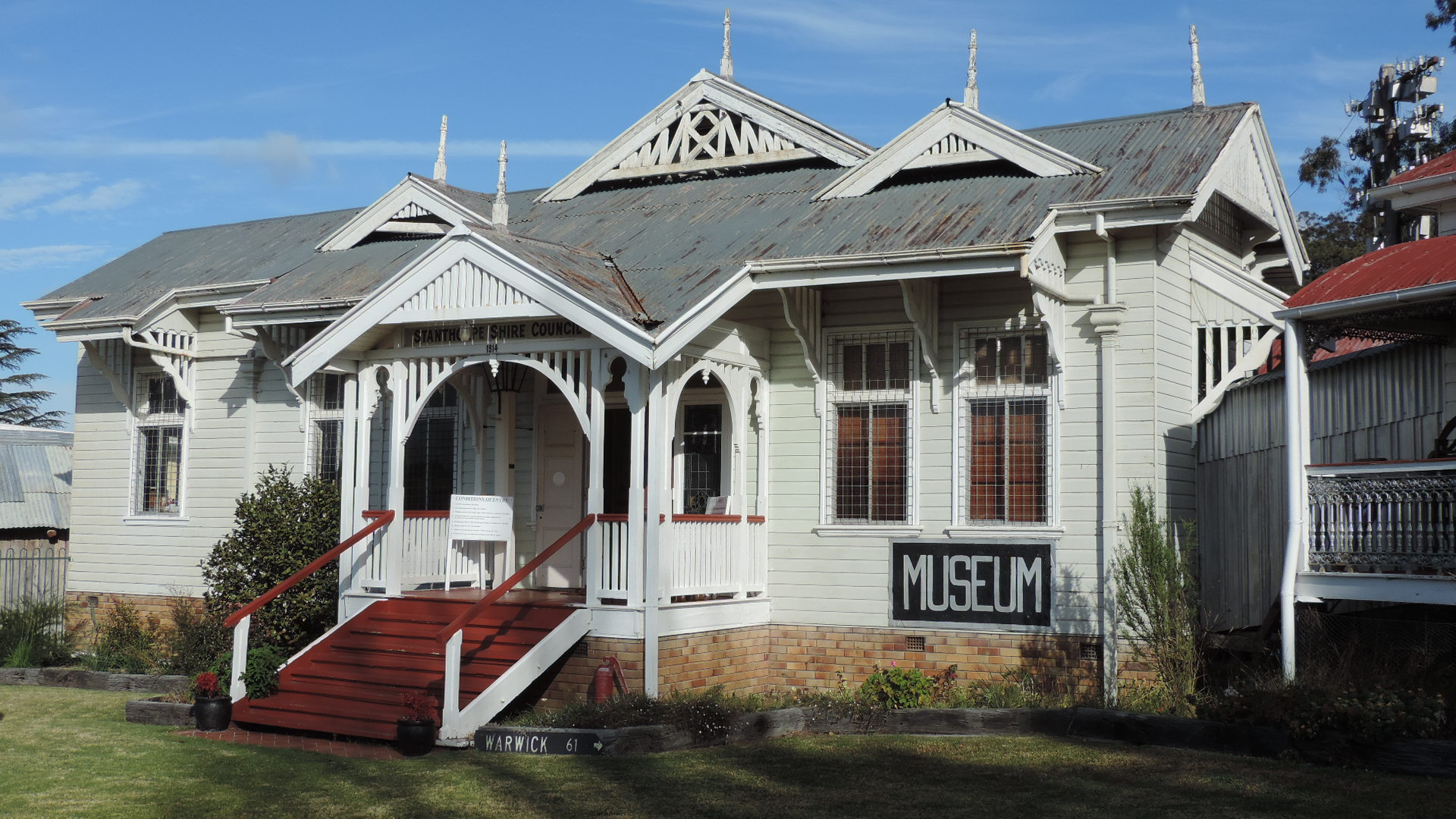
Old Stanthorpe Shire Council Chambers, byggt 1914, nu del av Stanthorpe Heritage Museum
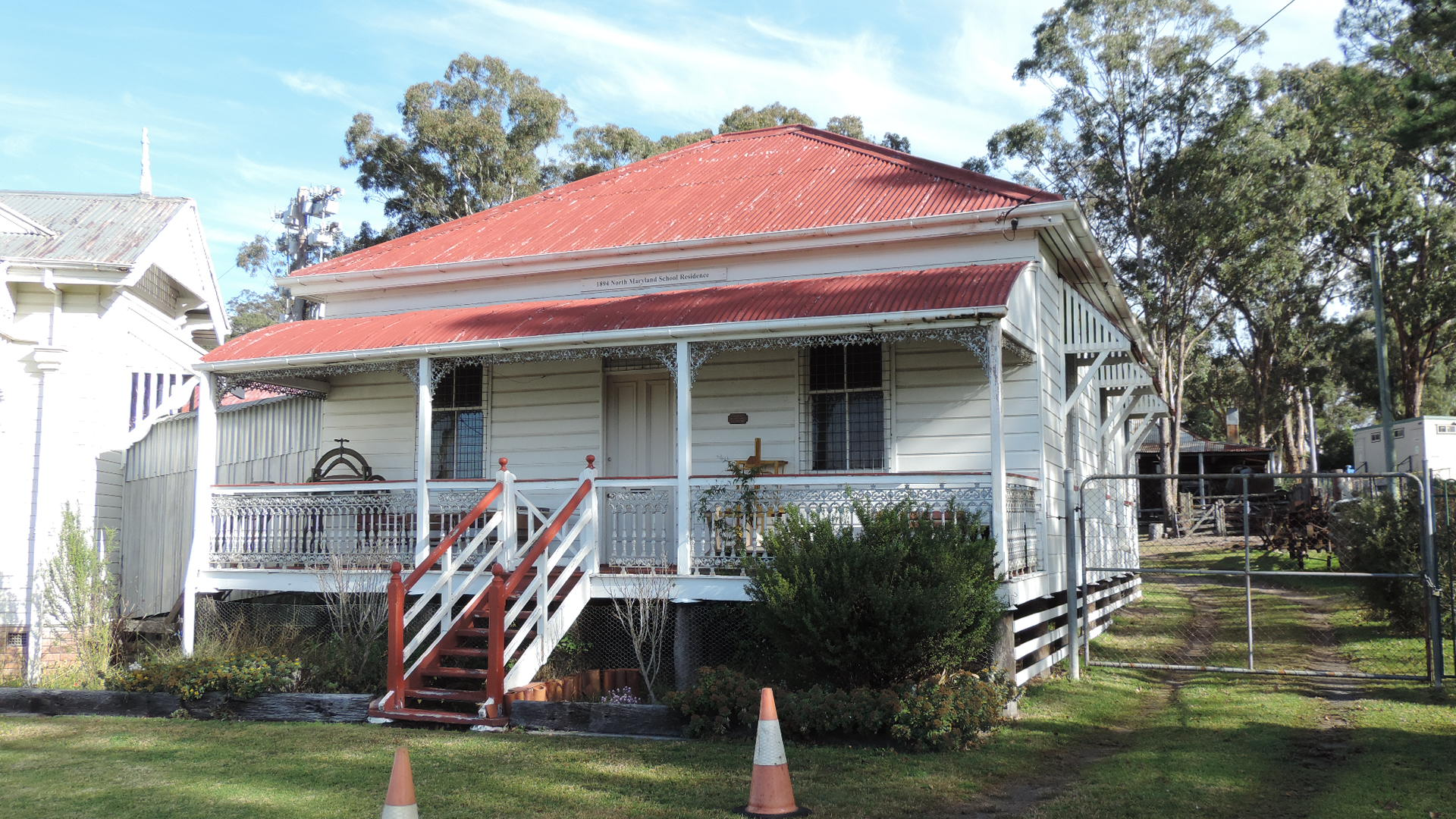
North Maryvale School Residence
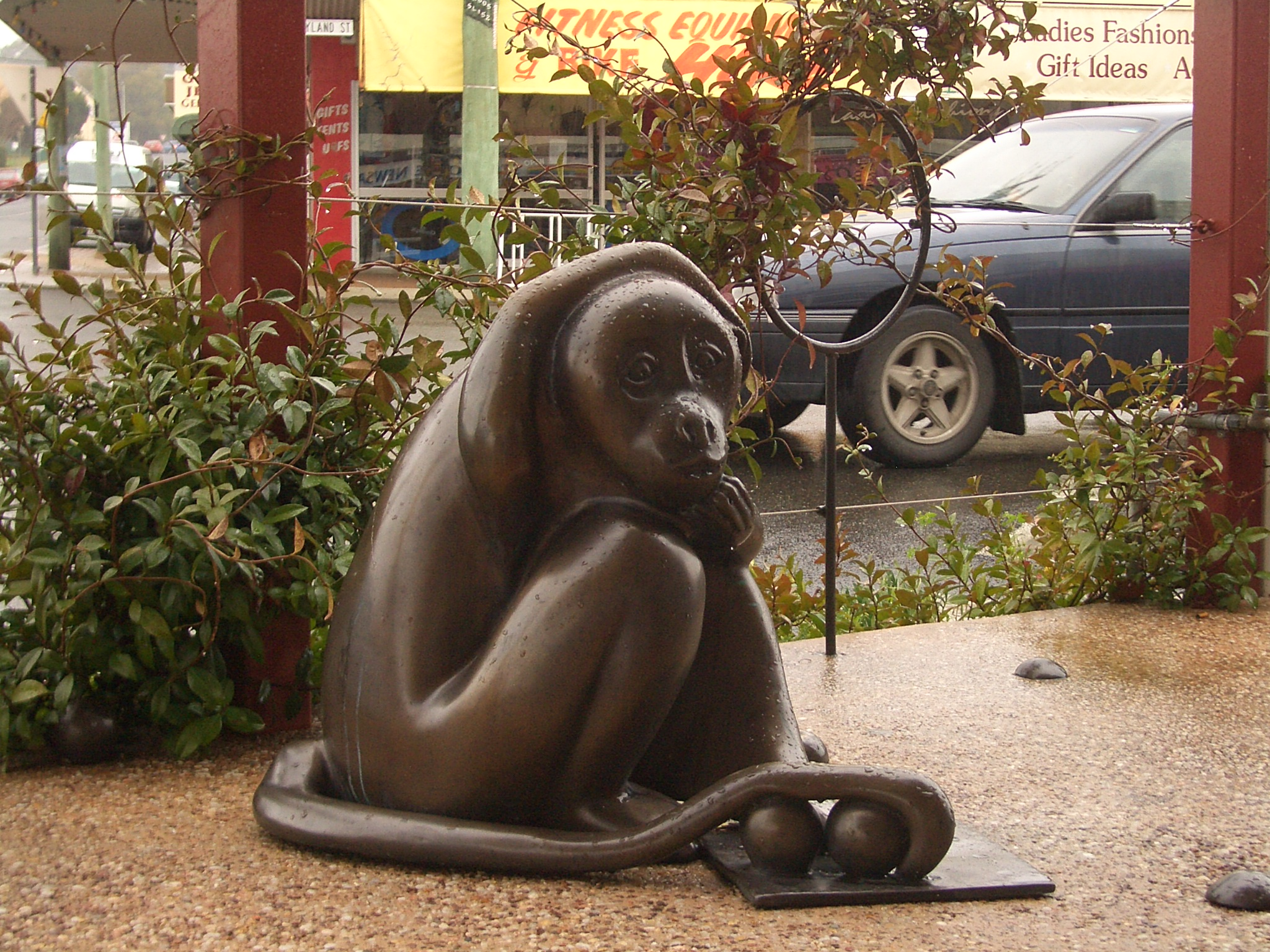
Brass monkey vid Stanthorpes Post Office Square
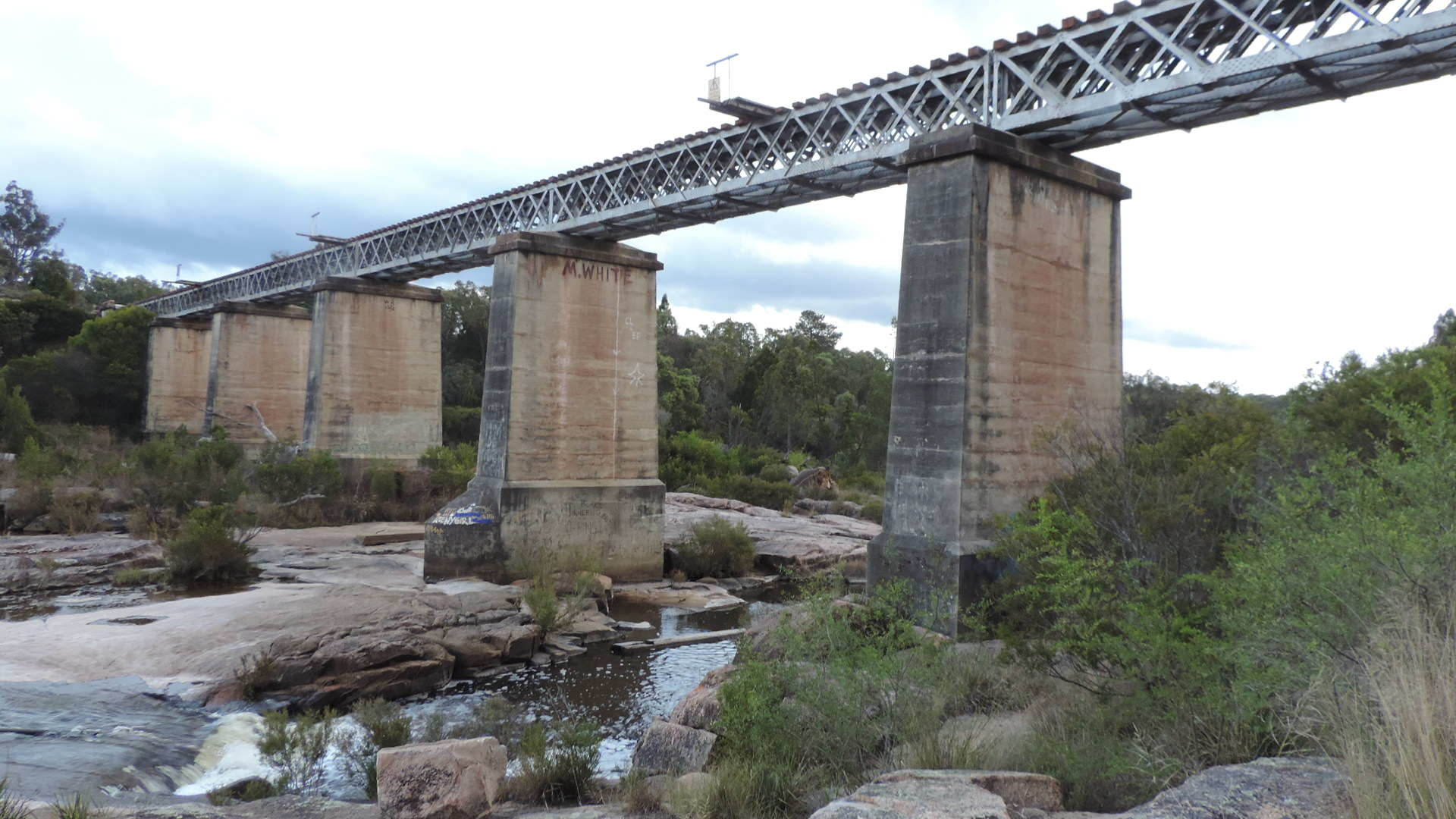
Quart Pot Creak Bridge